# Strebbau

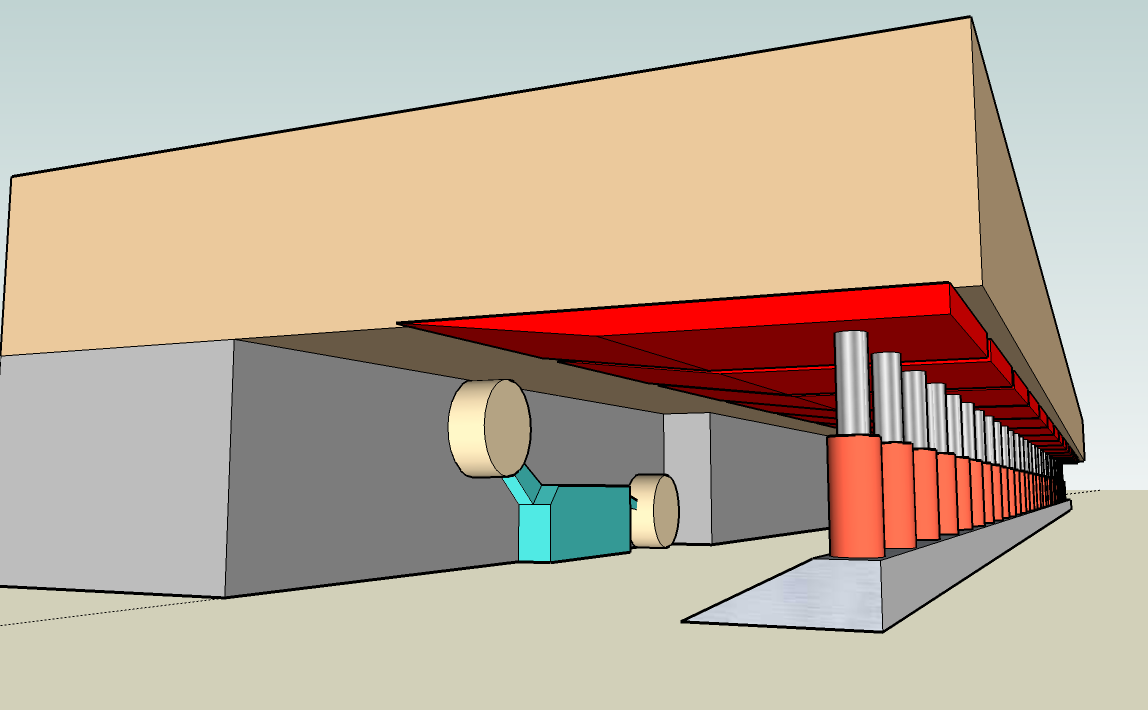
Schema Strebbau; Walzenschrämlader und selbstschreitender Schildausbau

Walzenschrämlader im Einsatz

Der Strebbau ist ein bergbauliches Abbauverfahren im Untertagebau, das in flözartigen Lagerstätten zur Anwendung kommt. Je nach Gestaltung des Abbaustoßes bezeichnen die Bergleute dieses Abbauverfahren als Strebbau mit abgesetzten Stößen oder das Verfahren wird als Abbau mit breitem Blick bezeichnet. Weitere Bezeichnungen für den Strebbau sind Streichendbau oder Streckbau. Allerdings sind diese Bezeichnungen heute kaum noch üblich. Im englischen bezeichnet man das Verfahren als Long Wall Mining. Von den im Untertagebau vorkommenden Abbauverfahren ist der Strebbau das sicherste Verfahren und das Verfahren mit der höchsten Produktivität. Im deutschen Steinkohlenbergbau wurde zum Steinkohlenabbau ausschließlich der Strebbau angewendet.

## Geschichte
Der Strebbau stammt aus dem Mansfelder Kupferschieferbergbau und wurde ab der Mitte des 19. Jahrhunderts als Abbauverfahren, vorwiegend auf Steinkohlengruben, angewendet. Zunächst war das Verfahren auf flach gelagerte bis leicht geneigte Flöze mit einer maximalen Mächtigkeit von zwei Metern beschränkt. Wichtig war hierbei auch, dass genügend Bergemittel anfielen, die als Versatz verwendet werden konnten. Die Streblänge wurde aufgrund des schwierigen Transportes auf acht bis zwölf Meter begrenzt. Hinzu kamen oftmals Probleme mit der Bewetterung, was wiederum die Bildung von schlagenden Wettern begünstigte. Dadurch war man gezwungen, das jeweilige Baufeld durch entsprechend viele Flözstrecken aufzuteilen. Zusätzlich mussten sogenannte Sicherheitspfeiler stehenbleiben. Man nutzte den Strebbau auch, um innerhalb einer Gebirgslandschaft beim Abbau von Eisenerz von einem Tagebau zum Untertagebau überzugehen. In der ersten Hälfte des 20. Jahrhunderts wurde das Abbauverfahren auch zum untertägigen Abbau von Ölschiefer angewendet. Die Gewinnung der Bodenschätze erfolgte in den früheren Jahren mit der Keilhaue. Ab der ersten Hälfte des 20. Jahrhunderts nutzte man zur Gewinnung der Bodenschätze dann den Abbauhammer, was zu einer erheblichen Leistungssteigerung führte. Der Abtransport der hereingewonnenen Bodenschätze erfolgte durch Wagentransport mit Hunten. Mit aufkommender Mechanisierung, insbesondere beim Abtransport der Kohle, konnten die Streblängen wesentlich vergrößert werden. Streblängen von 100 bis 300 Metern setzten sich immer mehr durch. Durch den Einsatz des Strebbaus in Langfrontstreben konnte die Zahl der Gewinnungsorte und in Folge dessen auch die Zahl der aufzuhaltenden Strecken verringert werden.

## Grundlagen
Beim Strebbau wird in der Regel ein rechteckiger Flözabschnitt fortschreitend verhauen. Diesen Teil der Lagerstätte bezeichnet der Bergmann als Bauabteilung. Mittels Strebbau werden Kupferschieferflöze und Steinkohlenflöze und je nach Lagerstätte auch Ölschiefer abgebaut. Den Abbaustoß, an dem die Gewinnung stattfindet, bezeichnet man als Abbaufront. Kennzeichnend hierbei ist, dass gleichzeitig mehrere Stöße vorgetrieben werden. Je nach Abbaurichtung wird zwischen streichendem, schwebendem oder fallendem Strebbau unterschieden. Der Abbauraum, in dem der Strebbau stattfindet wird als Streb bezeichnet. Der Streb wird an jeder Seite von einer Abbaustrecke begleitet. Die Abbauführung erfolgt beim Strebbau dadurch, dass der Streb, ausgehend von einem Aufhauen, zwischen den beiden Abbaustrecken zu Felde geführt wird. Hierbei unterscheidet man den Vorbau und den Rückbau. Der abgebaute Bereich hinter dem Streb, der bereits abgeworfen wurde, wird als Alter Mann bezeichnet. Dieser Bereich wird mit Versatz gefüllt. Hierbei gibt es unterschiedliche Versatzverfahren. Das Versatzverfahren, das am meisten angewendet wird, ist der Bruchversatz. Der Strebbau eignet sich als Abbauverfahren in Flözen mit geringerer Mächtigkeit und mit geringem Fallen. Beherrschbar beim Strebbau sind Mächtigkeiten von bis zu vier Metern und Einfallen von rund 40 Gon. Bei größeren Flözmächtigkeiten sind besondere Maßnahmen wie z. B. Einteilen des Flözes in zwei Bänke erforderlich. Bei größeren Einfallen als 40 Gon werden andere Abbauverfahren verwendet. Problematisch ist insbesondere der Abbau von steilstehenden Flözen. Hier muss der Bergmann besonders darauf achten, dass der Versatz nicht in die Strecken verrutscht. Dies kann und muss durch sorgfältiges Abfangen des Versatzes verhindert werden. Der Abbau in steil stehenden Flözen wird weltweit nur sehr selten verwendet. Da beim Strebbau größere Hangendflächen gleichzeitig freiliegen, muss beim Strebbau das Nebengestein eine ausreichende Festigkeit besitzen. Dies ist erforderlich, damit das Gebirge nicht vorzeitig einbricht. Wird das Hangende hinter dem Streb gezielt zu Bruch geworfen, so bezeichnet man dieses Verfahren als Strebbruchbau.

## Verfahren und Richtung
Der Strebbau gehört zu der langfrontartigen Bauweise. Kennzeichen hierbei ist, dass die Gewinnung des nutzbaren Minerals an einer langen Front erfolgt. Je nachdem, ob der Abbaustoß in der Streichrichtung, der Fallrichtung oder diagonal zwischen diesen beiden Richtung des Flözes vorrückt, unterscheidet man zwischen streichendem, schwebendem und diagonalem Strebbau. Welche der Richtungen bevorzugt wird, hängt davon ab, ob das Hangende fest oder gebrächig ist.

### Streichender Strebbau

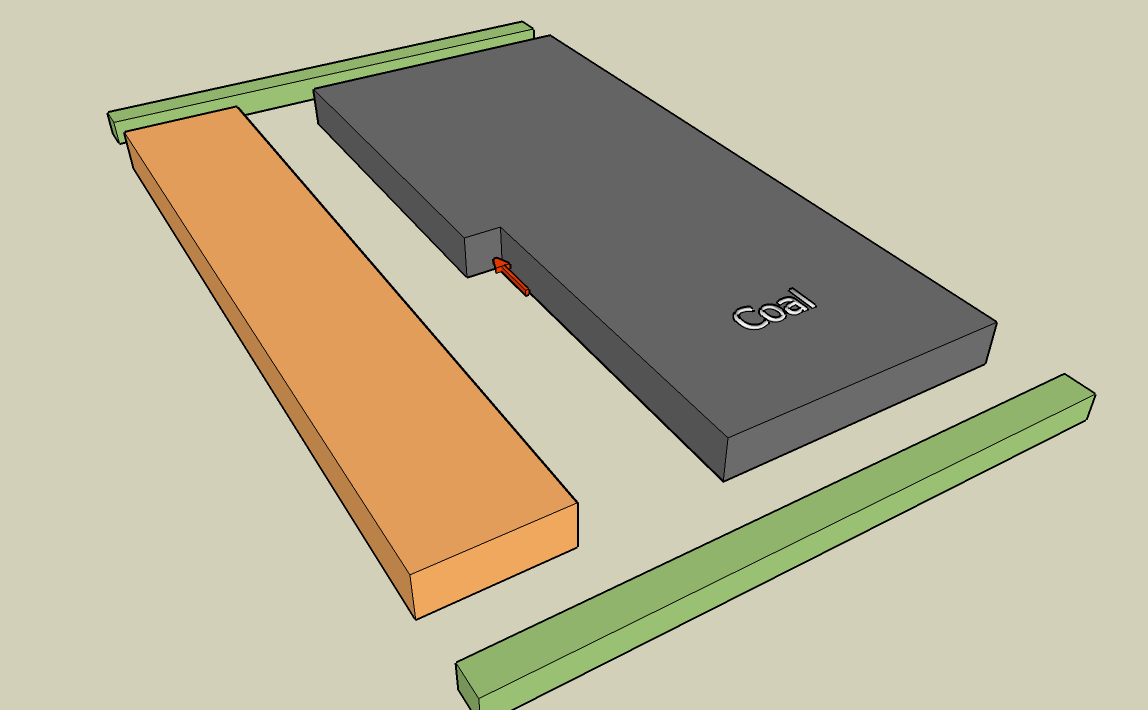
Schema Strebbau mit Versatz
(grün: Streichstrecken, grau: Flöz, orange: Alter Mann, rot: Abbaustoß)

Der streichende Strebbau ist aus dem streichenden Pfeilerbau mit breiten Abbaustrecken entwickelt worden. Er ist ein Verfahren, bei dem die Abbaurichtung die Richtung der Streichlinie der Lagerstätte ist. Kennzeichnend für dieses Verfahren ist, dass die Abbaufront auf jeder Gewinnungsschicht sowohl auf ihrer gesamten als auch auf der halben Länge bearbeitet wird. Das Einfallen spielt beim streichenden Strebbau keine gravierende Rolle.  Das Verfahren eignet sich sowohl für flache, mäßig geneigte als auch steile Lagerung. Einen größeren Einfluss auf die Ausführung des Verfahrens hat die Lage der Schlechten in Verbindung mit dem Fallwinkel. Das Verfahren wird angewendet, wenn das Einfallen des Flözes etwa zwischen 20 und 40 Gon liegt oder wenn die Schlechten in der Kohle überwiegend schwebend liegen. Vor allem bei Flözen mit einer Mächtigkeit von drei bis vier Metern ist es das am meisten angewendete Verfahren. Das Verfahren eignet sich aber auch für Flöze mit geringerer Mächtigkeit, mit starkem Bergeanfall oder Nachfall.
Zur Vorbereitung des Abbaus wird das Flöz durch zwei parallele Flözstrecken, auch Streichstrecken genannt, vorgerichtet. Die untere Fußstrecke dient als Förder-, die obere Kopfstrecke als Abwetterstrecke. Diese beiden Flözstrecken werden durch ein Aufhauen verbunden. Dieses Aufhauen bildet beim Abbau den Streb. Im Streb wird die Firste mit Stempel und Kappen abgestützt. Die Wetter werden mit Hilfe von Wettertüren durch den Strebraum gelenkt. Verläuft die Verhiebrichtung beim streichende Strebbau in gleicher Richtung wie die Abbaurichtung, spricht man vom streichenden Strebbau mit streichendem Verhieb. Im Ruhrrevier ist der streichende Strebbau das am häufigsten angewandte Strebbauverfahren.

### Schwebender Strebbau
Bei dieser Form des Strebbaus wird die ganze Abbaufront schwebend vorgetrieben. Voraussetzung für den schwebenden Strebbau sind Kohlenflöze, die keine Methanausgasung haben und somit keine schlagenden Wetter freisetzen. Das Einfallen des Flözes darf maximal 33 Gon betragen. Bei größeren Einfallen besteht beim schwebenden Strebbau eine stärkere Gefahr durch Kohlenfall. Außerdem ist es bei größerem Einfallen schwieriger, das Strebfördermittel zu verlegen. Bei manueller Förderung darf das Einfallen maximal 5,5 Gon betragen. Besonders wichtig ist beim schwebenden Strebbau eine gute Bewetterung. Um eine gute Bewetterung zu erreichen, wird zuerst ein Wetterdurchschlag zur oberen Sohle erstellt. Hierfür wird ein Überhauen als Verbindungsbau erstellt. Mit diesem Überhauen werden dann die schwebenden Abbaubetriebe verbunden. Die Wetterverbindung erfolgt über Wetterröschen. Die Abwetter können, wo es erforderlich ist, mittels einer Wetterbrücke abgeleitet werden.
Beim schwebenden Strebbau können, bei gleicher Feldesgröße, mehr Strebe eingerichtet und betrieben werden. Um mehrere Abbaubetriebe zu betreiben, wird die für die Fahrung und Förderung dienende Strecke offen gehalten und nicht mit Bergen versetzt. Sobald der erste Streb zu Felde gerückt ist, wird der zweite Betrieb angesetzt. Anschließend folgen nach dem gleichen Schema die weiteren Strebe. Das Verfahren ermöglicht sogar den Abbau von mit streichendem Strebbau nicht bauwürdigen Flözen. Bei jedem Abbaubetrieb bilden zwei Aufhauen die Strebbegrenzungen, der Abbau wird mit Rücksicht auf die leichtere Gewinnung der Kohle senkrecht zur Streichrichtung, entgegen dem Fallen gewählt. Wird bei diesem Verfahren der Bergeversatz angewendet, müssen die Berge oftmals aus anderen Betriebspunkten oder von über Tage angeliefert werden. Bei steiler Lagerung können die fremden Berge für alle Abbaubetriebe gemeinsam über das Wetterüberhauen eingestürzt werden.

### Diagonaler Strebbau
Beim diagonalen Strebbau ist die Abbaurichtung ebenso diagonal wie die Richtung der nachgeführten Förderstrecken. Der diagonale Abbau hat den Vorteil, dass man ein Abbaufeld von bedeutender Länge mit sehr vielen Angriffspunkten abbauen kann. Dadurch erreicht man ein Förderquantum, das beim streichenden Abbau nicht so ohne weiteres möglich war und erst durch Optimierung der Fördertechniken besser wurde. Zur Bewetterung von Streben, die in Flözen mit hohem Methangehalt betrieben werden, muss zur Wetterstromrückführung eine Wetterrösche errichtet werden. Für den diagonalen Strebbau darf das Einfallen nicht größer als 17 Gon sein und er kann nur dort eingesetzt werden, wo keine Schlagwettergefahr besteht. Da diese Bedingungen kaum noch einzuhalten sind, wird der diagonale Strebbau heute nicht mehr angewandt. Somit ist diese Form des Strebbaus für den Steinkohlenbergbau so gut wie bedeutungslos.

## Abbaustoßverlauf
Je nach gegenseitiger Stellung der Abbaustöße zueinander spricht der Bergmann vom Strebbau mit breitem Blick und Strebbau mit abgesetzten Stößen. Der Strebbau mit breitem Blick ist der eigentliche Strebbau. Hierbei wird die Abbaufront in einer ununterbrochenen geraden Linie abgebaut. Dadurch werden einspringende Ecken vermieden. Dies hat große Vorteile bei der Bewetterung. Durch die gerade Abbaufront werden, insbesondere in Bergwerken mit Schlagwettergefahren, die Ansammlungen von schlagenden Wettern vermieden. Der Strebbau mit breitem Blick wird insbesondere in Streben angewendet, in denen zur Gewinnung Schrämmaschinen eingesetzt werden. Insbesondere bei der vollmechanischen Gewinnung ist eine möglichst gerade Abbaufront unerlässlich. Durch das gleichmäßige Vorrücken der Abbaufront wird auch das Durchbrechen des Hangenden, insbesondere im Bereich von streichenden Kanten, vermieden. Dadurch wird auch das Risiko der Gefährdung durch Stein- und Kohlenfall verringert. Außerdem kann sich hierbei auch der Gebirgsdruck gleichmäßiger auf den Versatz verteilen. Des Weiteren lassen sich durch die möglichst gerade Führung der Abbaufront die Betriebsabläufe im Streb besser überwachen. Der Strebbau mit breitem Blick eignet sich bei Lagerstätten mit geringem Einfallen.
Beim Strebbau mit abgesetzten Stößen bildet die Abbaufront keine gerade Linie, sondern, ähnlich wie beim Firstenbau, eine umgekehrte treppenartige Form. Diese Form des Strebbaus hat auch große Ähnlichkeiten mit dem Stoßbau und wird deshalb auch oftmals so bezeichnet. Sie ist besonders bei steilgelagerten Flözen anwendbar. Man nutzt diese Form, um das brächige Hangende nicht in einer ununterbrochenen Flucht freizulegen. Bei der Anwendung dieses Verfahrens lässt man die unteren Stöße vorgehen. Dies ist erforderlich, damit man in den Abbaustrecken nicht über dem Hohlraum zwischen Bergeversatz und dem Kohlenstoß der tiefer liegenden Strebe hinwegfahren muss. Der Gebirgsdruck wirkt sich beim Strebbau mit abgesetzten Stößen ungünstig im Bereich der vorstehenden Ecken aus.

## Mechanisierung
Die Mechanisierung ist eine entscheidende Komponente der Leistungsfähigkeit des Strebbaus. Die erste Teilmechanisierung wurde durch Einführung der Schüttelrutsche zu Beginn des 20. Jahrhunderts erreicht. Weitere Verbesserungen waren der Einsatz von Schrämmaschinen, der Kratzkettenförderer und der vollmechanisierte Ausbau.

## Gewinnung
Die Gewinnung im Strebbau verläuft heute fast ausschließlich mechanisiert. Die manuelle Gewinnung mittels Abbauhammer ist nur noch auf kleine Teilbereiche beschränkt und weitgehend bedeutungslos geworden. Bei der mechanischen Gewinnung unterscheidet man zwischen der rammenden Gewinnung, der schälenden Gewinnung und der schneidenden Gewinnung. Da die für die rammende Gewinnung erforderlichen Rammgeräte keine Verbreitung fanden, konnte sich dieses Verfahren beim Strebbau nicht durchsetzen. Bei der schneidenden Gewinnung werden verschiedene Schrämmaschinen (Walzenschrämlader, Rahmenschrämlader) eingesetzt. Diese laufen auf dem Fördermittel (in der Regel ein Panzerförderer), schneiden mit ihren Meißeln die Kohle aus dem Verbund und befördern sie auf das Fördermittel. Die schneidende Gewinnung hat bei mäßig geneigten Flözen ab 40 Gon Einfallen Vorteile gegenüber der schälenden Gewinnung. Die schälende Gewinnung erfolgt mit einem versatzseitig gezogenen Kohlenhobel. Diese Gewinnungsmaschinen lassen sich in Streben mit einem Einfallen bis zu 60 Gon einsetzen. Aufgrund der universellen Einsetzbarkeit und des einfachen Aufbaus des Kohlenhobels ist die schälende Gewinnung von allen Verfahren am weitesten verbreitet. Bei der Gewinnung wird der Hobel mit Hilfe von Rückzylindern gegen den Kohlenstoß gedrückt. Dadurch können die Meißel des Hobels in das Kohlenflöz eindringen und die Kohlenbrust praktisch aufreißen. Die gelöste Kohle wird gleichzeitig seitlich auf den Strebförderer geladen. Mit dem Strebförderer wird die Kohle dann abgefördert.

## Kupferschieferbergbau

### Strebbau mit breitem Blick
Der Strebbau mit breitem Blick wurde im Mansfelder Kupferschieferbergbau bis etwa 1908, auf den oberen Sohlen, eingesetzt. Die Abbaurichtung wurde streichend, die Verhiebsrichtung ebenfalls streichend geführt. Der Streb war entweder gerade oder diagonal ausgebildet. Der ausgeerzte Hohlraum wurde mit den „Dachbergen“ handversetzt. Im Versatz wurden streichend Gassen als Förderstrecken („Förderfahrt“) und bei zunehmender Streblänge auch Hilfsbremsberge ausgespart.

### Bogenstrebbau
Mit dem Vordringen des Abbaues in immer größere Teufen bereitete der Strebbau mit breitem Blick durch den höheren Gebirgsdruck zunehmend Probleme bei der Beherrschung des Hangenden. Daher wurde der Bogenstrebbau entwickelt, der es bei schwebender Abbaurichtung und bogenförmigem Verhieb erlaubte, den Gebirgsdruck vorteilhaft zur Gewinnung des Kupferschiefers mit dem Abbauhammer auszunutzen. Ein Bogenstrebabbau besteht aus einer unterschiedlich großen Zahl von Einzelbögen. Von der Sohlstrecke ausgehend wird der Streb aufwärts („schwebend“) angehauen. Ein annähernd kreisrunder Bogen wird zu einer Ellipse erweitert, bis diese schließlich mit den Nachbarbögen zusammenwächst. Förderfahrten und der Bremsberg werden im Versatz ausgespart. Ist ein flacher Abstand von etwa 80 m zur Sohlstrecke erreicht, so wird parallel zu dieser eine Abbaustrecke ausgespart, die die Förderfahrten in streichender Richtung verbindet. Sind wieder 80 m verhauen, wird die nächste Abbaustrecke angelegt. Förderfahrten, Abbaustrecken und Bremsberge werden im Hangenden nachgerissen, um wenigstens 1,1 m Streckenhöhe zu erreichen, währenddessen die Strebe nur 80 cm hoch sind. Die Breite eines Strebbogens beträgt etwa 25 m.

### Geradstrebbau mit Schälschrapper
Im Mansfelder Kupferschieferbergbau wurde bis zu dessen Einstellung neben dem traditionellen Bogenstrebbau der in den 1970er Jahren entwickelte sogenannte Schälschrapperstrebbau eingesetzt, eine Variante der schälenden Gewinnung mit schwebender Abbaurichtung und streichendem Verhieb. Aufgrund der geologischen Besonderheiten des Kupferschieferflözes (wenig bis gar kein Einfallen, geringe Mächtigkeit von nur rund 40 cm, gegenüber Kohle größere Härte des Kupferschiefers) nutzt man den Gebirgsdruck, um das Flöz zur Gewinnung vorzubereiten. Zunächst wird ein aus mehreren Streben bestehender Abbaubereich durch Kopf- und Fußstrecke vorgerichtet, die durch Begrenzungsflachen verbunden werden. Parallel zu diesen gefahrenen Abbaustrecken wird der Abbaubereich in 15 bis 20 m breite einzelne Strebe unterteilt. Im nächsten Schritt werden in den Streben streichend horizontale Entlastungsbohrungen mit 160 mm Durchmesser im Abstand von rund 40 cm eingebracht. Dadurch werden Entlastungshohlräume geschaffen, so dass der Gebirgsdruck das Flöz auflockern kann. Danach erst erfolgt die eigentliche Gewinnung mit dem Schälschrapper. Im Unterschied zum Kohlenhobel ist der Schälschrapper gleichzeitig Gewinnungs- und Fördermittel. Durch weitere Schrapper in den Abbaustrecken wird das gewonnene Kupfererz bis zur Übergabestelle in der Fußstrecke gefördert. Der ausgeerzte Bereich wird mit Stützkörpern ausgebaut.